# Aristo Sham
Aristo Sham (en chino, 沈靖韜; nacido el 12 de marzo de 1996) es un pianista de Hong Kong. Es ganador de numerosos premios internacionales y ha actuado como solista con muchas orquestas importantes de todo el mundo.  En 2025, obtuvo reconocimiento tras ganar el Concurso Internacional de Piano Van Cliburn . 

## Primeros años y educación
Nacido en Hong Kong, Sham comenzó a recibir clases de piano por parte de su madre a la edad de tres años.  Asistió a la Diocesan Boys' School durante su educación primaria y fue alumno de Eleanor Wong en la Academia de Artes Escénicas de Hong Kong, antes de mudarse a Londres para proseguir sus estudios en la Harrow School. 
Sham obtuvo reconocimiento y fama por primera vez al resultar ganador del Concurso Internacional de Piano de Ettlingen en 2006, del Concurso Internacional de Piano Junior Gina Bachauer en 2008 y del Concurso Internacional Piano-e-Competition de Minnesota en 2011.    En 2009, apareció en la serie de televisión The World's Greatest Musical Prodigies, transmitida por Channel 4 en el Reino Unido. 
Después de finalizar su educación secundaria, Sham se inscribió en un programa de doble titulación, obteniendo una Licenciatura en Economía de la Universidad de Harvard y un Máster en Música del Conservatorio de Nueva Inglaterra, donde estudió de la mano de Victor Rosenbaum .  A partir de entonces, obtuvo un Diploma de Artista por parte de la Escuela Juilliard al estudiar bajo la dirección de Robert McDonald y Orli Shaham .  Sus otros profesores principales son Colin Stone y Julia Mustonen-Dahlkvist. 

## Carrera
Desde su debut con la Orquesta Filarmónica de Hong Kong bajo la batuta de Edo de Waart a los once años, Sham ha colaborado con la Orquesta Sinfónica de Londres bajo la dirección de Sir Simon Rattle, la Orquesta de Cámara Inglesa bajo la dirección de Raymond Leppard, la Orquesta de Cámara de Lausana, la Orquesta Filarmónica de Montecarlo, la Orquesta de Minnesota, la Orquesta Sinfónica de Utah y la Orquesta Sinfónica de Milwaukee, entre otras.      También ha actuado para la realeza y dignatarios como el rey Carlos III, la reina Matilde de Bélgica y el expresidente de China, Hu Jintao . 
En base a sus logros anteriores, Sham recibió mayor reconocimiento y prestigio después de ganar las Audiciones Internacionales de Jóvenes Artistas de Conciertos de 2018 en Nueva York, seguido por el Gran Premio en el Monte Carlo Music Masters de 2023.   También ha sido galardonado con diferentes premios destacables en los concursos internacionales de piano Gina Bachauer, Clara Haskil, Vendome Prize en los Festivales de Verbier, Nueva York, Viotti, Dublín, Casagrande, Viseu y Saint-Priest . 

## Discografía
| Título | Detalles del álbum                                                                                         |
| ------ | --- |
| Voyage | - Lanzamiento: 3 de junio de 2020 - Discográfica: KNS Classical - Formato: CD, descarga digital, streaming |

## Premios
- 2006: Concurso Internacional de Piano de Ettlingen - Primer Premio y Premio Especial Bärenreiter Urtext
- 2008: Concurso Internacional de Piano Juvenil Gina Bachauer – Primer Premio
- 2011: Concurso Internacional Piano-e-Competition de Minnesota – Primer Premio y Premio Schubert
- 2015: Concurso Internacional de Piano de Viseu – Primer Premio [22]
- 2016: Concurso Internacional de Piano de Nueva York – Primer Premio y Mejor Interpretación de una obra encargada
- 2017: Premio Vendome en el Festival de Verbier – Tercer Premio [23]
- 2017: Concurso Internacional de Piano Clara Haskil – Finalista
- 2017: Concurso Internacional de Música Viotti – Segundo Premio
- 2017: Concurso Internacional de Música Saint-Priest – Segundo Premio [24]
- 2018: Concurso Internacional de Piano de Dublín – Cuarto Premio [25]
- 2018: Concurso Internacional de Piano de Artistas Gina Bachauer – Segundo Premio y Premio del Público [26]
- 2018: Audiciones Internacionales de Jóvenes Artistas de Concierto – Primer Premio
- 2019: Concurso Internacional de Piano Alessandro Casagrande – Primer Premio [27]
- 2023: Monte Carlo Music Masters – Ganador y Premio Príncipe Rainiero III
- 2025: Concurso Internacional de Piano Van Cliburn – Primer Premio y Premio del Público